# لوتشيانو ماريون
لوتشيانو ماريون (بالإيطالية: Luciano Marion)‏ هو موجه قوارب ‏ إيطالي، ولد في 22 سبتمبر 1928 في كوبر في سلوفينيا، وتوفي في 1993.

## وصلات خارجية
- لوتشيانو ماريون على موقع الاتحاد الدولي للتجديف (الإنجليزية)
- لوتشيانو ماريون على موقع اللجنة الأولمبية الدولية (الإنجليزية)
- لوتشيانو ماريون على موقع أوليمبيديا (الإنجليزية)